# Lupo (Disney)
Lupo (Sylvester Shyster) è un personaggio dei fumetti della Disney, avversario di Topolino, creato nel 1930.
È un avvocato malvagio e privo di scrupoli, complice di Gambadilegno, comparso prevalentemente nelle prime storie di Topolino degli anni trenta. In occasione della ripubblicazione delle storie a strisce nella collana Gli anni d'oro di Topolino del 2010, il personaggio è stato ribattezzato Silvestro Lupo.

## Descrizione
Nonostante il nome italiano, scelto probabilmente per sottolinearne la malvagità, il personaggio non pare essere un lupo: le orecchie pendenti indicherebbero che non è un ratto (come sembrerebbe dal muso e dalla lunga coda e come affermato dallo stesso Gottfredson) o una donnola, come è stato scritto da alcuni fan della Disney, ma piuttosto sembra essere un altro canide, almeno nella sua prima apparizione. Tuttavia, nelle storie successive (in particolare in Topolino e il boscaiolo) Gottfredson accentuerà la sua somiglianza con un ratto. 
Ha la postura curva e lo sguardo furbo; indossa un lungo cappotto di lana, una tuba sfondata, le ghette ed un paio di occhiali; successivamente è stato provvisto anche di un paio di calzoni.
È un sedicente avvocato dalla dubbia reputazione, dedito ad affari loschi, in combutta con Pietro Gambadilegno: l'avvocato sembra essere la mente del duo.

## Storia editoriale
È apparso per la prima volta nella storia Topolino nella valle infernale (Mickey Mouse in Death Valley) (1930), scritta da Walt Disney e Floyd Gottfredson, illustrata da Gottfredson, Win Smith e altri artisti; in cui tenta di impadronirsi dell'eredità di Minni con l'aiuto del suo scagnozzo Pietro Gambadilegno; questo lo rende, storicamente, uno dei primissimi avversari di Topolino.
Successivamente l'avvocato Lupo appare come cattivo in altre storie di Floyd Gottfredson degli anni trenta, sempre in coppia con Gambadilegno, come nella celebre Topolino e i due ladri, ne Le prodezze di Topolino aviatore e in Topolino nel paese dei califfi. Dopo il 1934, e con l'ascesa in popolarità di Gambadilegno, il personaggio viene usato meno e sostituito da altri villain come Eli Squick, Macchia Nera e Giuseppe Tubi. Fa un'ultima apparizione in Topolino e il boscaiolo, una storia di Gottfredson nel 1942 (in cui compare per la prima volta con occhi e pupille come gli altri personaggi) per poi scomparire dalle storie di produzione americana.
Negli anni sessanta Lupo è utilizzato, seppur di rado, in Italia da Luciano Bottaro e da Giovan Battista Carpi; a partire dagli anni novanta viene riportato in scena in alcune storie di produzione scandinava della Egmont.